# Oštrc
Oštrc este o localitate din comuna Kostanjevica na Krki, Slovenia, cu o populație de 152 de locuitori.